# Верба сива
Верба сива (Salix eleagnos) — вид квіткових рослин родини вербових (Salicaceae), поширений у Марокко, Європі й Туреччині.

## Опис
Дерево 8–10 м (рідко до 12 м) заввишки або зрідка високий чагарник. Листки вузько-лінійні, із закладеними на нижню сторону краями, зверху тонко-зморшкуваті, темно-зелені, знизу одягнені щільним чисто-білим войлочком. Сережки вузько-циліндричні, з великими (довжиною до 1,5 мм) блідими або пурпуровими на верхівці закругленими приквітковим лусками. Тичинок 2. Коробочка гола.

## Поширення
Поширений у Марокко, Європі, Туреччині.
Вид зростає в прибережних ландшафтах на краях водотоків, у долинах і ярах. Насіння розсіюються на вітрі. Вид вважається піонером і віддає перевагу вапняним ґрунтам.
В Україні вид зростає на грубих галечниках, особливо вапнякових, на кам'янистих схилах, обривах — тільки в Карпатах, переважно в долинах, що відкриваються на південь, доволі розсіяно, до висоти 800 м. Іноді розводиться.

## Використання
Висаджується як декоративний вид. Його також використовують для деревини. Вид є придатним деревом для відновлення прибережних регіонів.

## Галерея

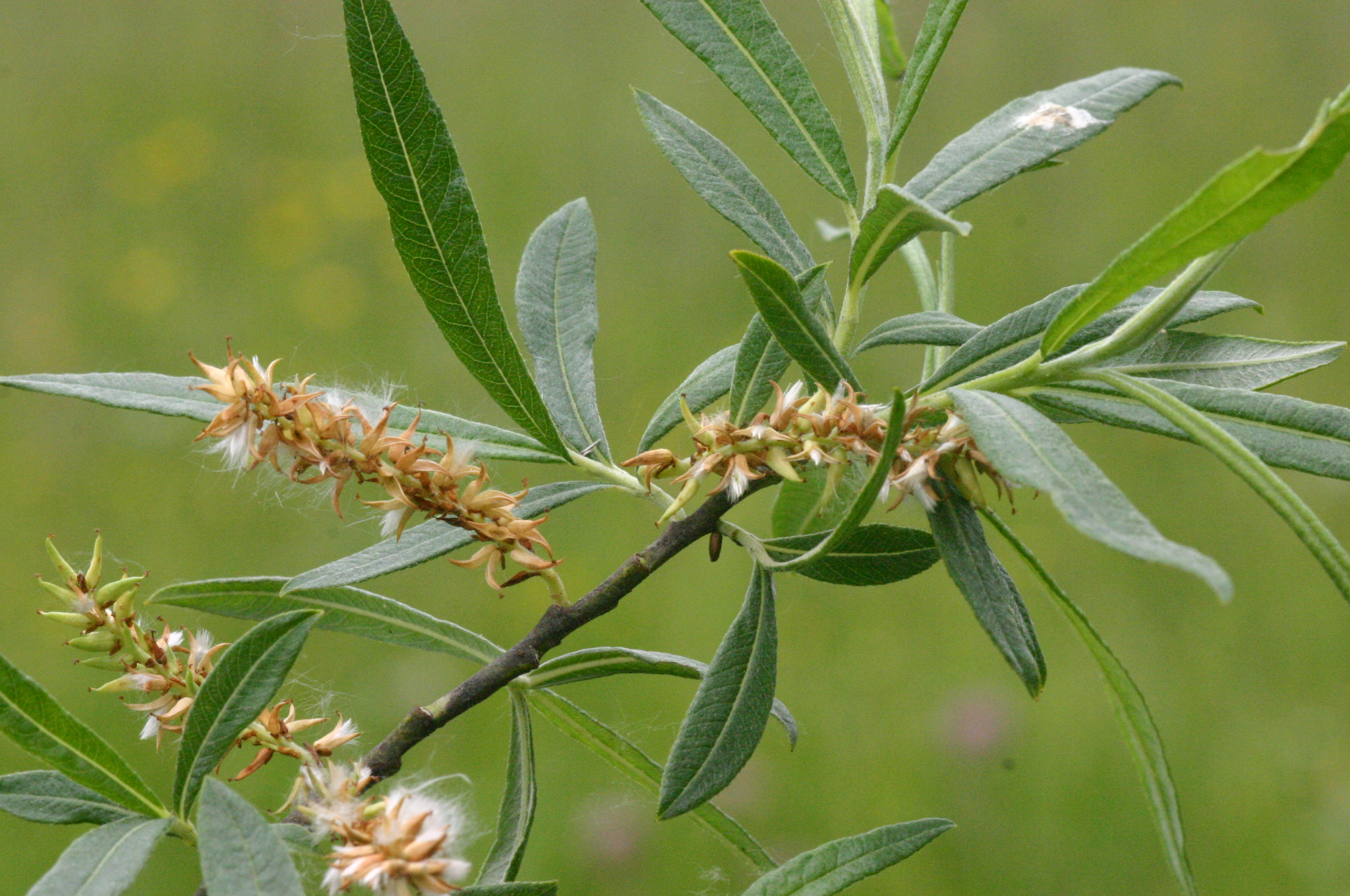
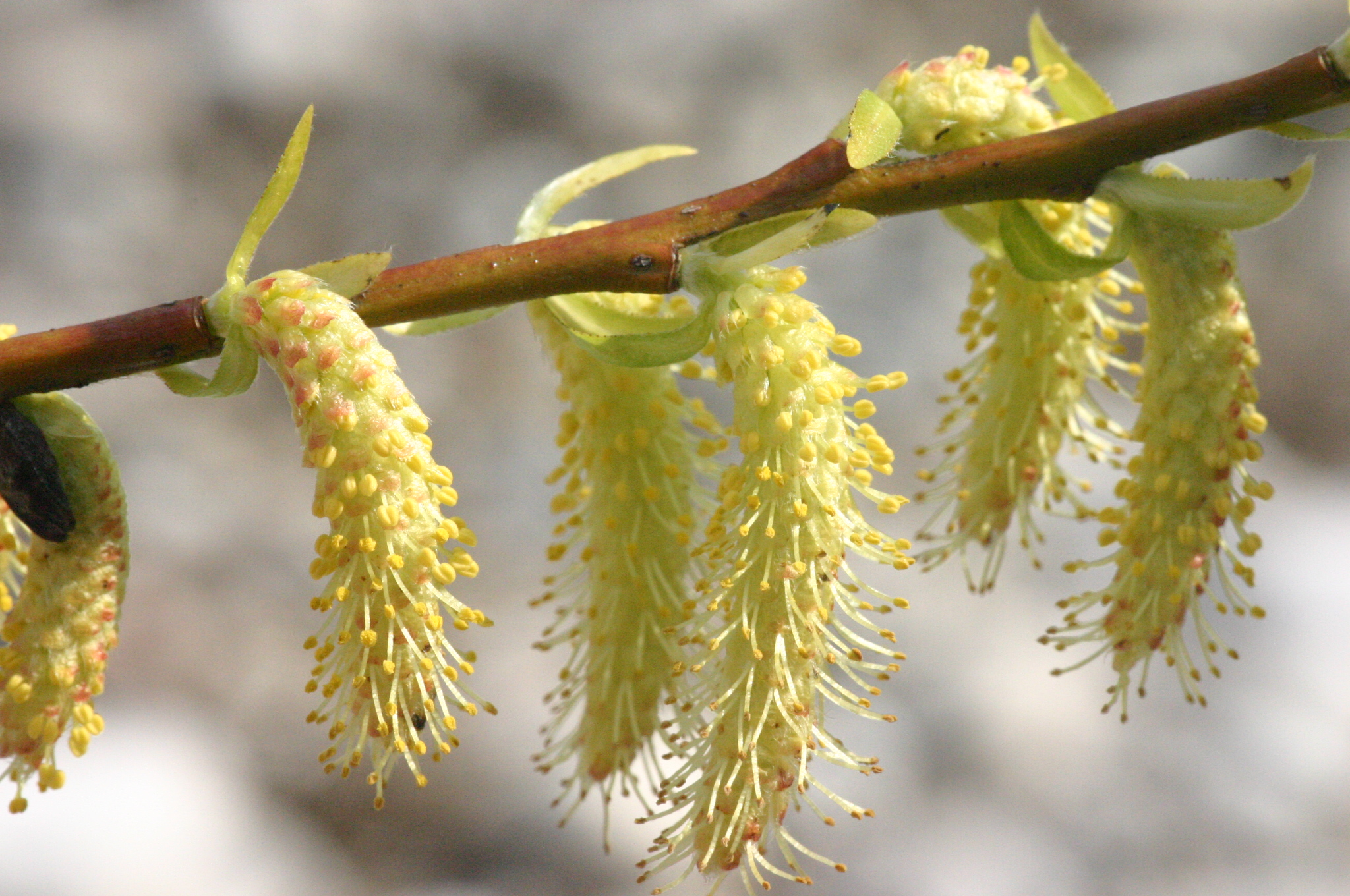